# Pere Giró i Brugués
Pere Giró i Brugués (Vilafant, 22 de juny de 1932 - 4 de gener de 2022) fou un empresari de la construcció català. Va ser alcalde de Figueres entre els anys 1973 i 1979, durant els quals, en l'àmbit local, es va inaugurar el Teatre-Museu Dalí, es van construir els trams de l'autopista de l'AP-7 entre Girona i Figueres i entre Figueres i La Jonquera, es va construir l'actual cinturó de Ronda a la N-II i es van transformar els cèntrics carrers Girona, Peralada i la Jonquera en zona de vianants.
Com a empresari féu moltes obres a l'Alt Empordà i per tot el litoral mediterrani, on construí una quarantena d'hotels. També va ser vicepresident de la Unió d'Empresaris de la Construcció de Girona. En l'àmbit esportiu, va ser president de la Unió Esportiva Figueres.